# Comuna Garčin, Slavonski Brod-Posavina
Garčin este o comună în cantonul Slavonski Brod-Posavina, Croația, având o populație de 4.806 locuitori (2011).

## Demografie
Componența etnică a comunei Garčin
     Croați (92,24%)
     Sârbi (6,37%)
     Necunoscut (0,71%)
     Neclasificat (0,58%)
Componența confesională a comunei Garčin
     Catolici (89,78%)
     Ortodocși (7,39%)
     Necunoscută (1,37%)
     Alte religii (1,46%)
Conform recensământului din 2011, comuna Garčin avea 4.806 locuitori. Din punct de vedere etnic, majoritatea locuitorilor (92,24%) erau croați, cu o minoritate de sârbi (6,37%). Apartenența etnică nu este cunoscută în cazul a 0,71% din locuitori. Din punct de vedere confesional, majoritatea locuitorilor (89,78%) erau catolici, cu o minoritate de ortodocși (7,39%). Pentru 1,37% din locuitori nu este cunoscută apartenența confesională.